# Olympus OM-D E-M5 Mark II
Olympus OM-D E-M5 Mark II — цифровой беззеркальный фотоаппарат компании Olympus, преемник модели Olympus OM-D E-M5. Фотоаппарат обладает КМОП-матрицей формата Микро 4:3 (17,3 × 13 мм), имеющей кроп-фактор 2,0, с эффективным разрешением 16,1 млн пикселей и широкими возможностями видеосъёмки. Фотоаппарат был представлен в феврале 2015 года, имеет сменные объективы.
По системе тестов DXOMARK аппарат получил 73 балла.

## Новые возможности
- Улучшенная пятиосевая система оптической стабилизации на сдвиге матрицы (доступная во время фото- и видеосъемки), с автоматическим распознаванием оптимального режима с учетом панорамирования (S-IS Auto). Эффективно удлиняет выдержку до 5 экспоступеней[4].
- Запись Full HD видео с частотой 24, 25, 30, 50 и 60 кадров в секунду. Битрейт до 77 Мбит/с[5].
- Съёмка в RAW с разрешением снимка до 64 Мп (40 Мп в JPEG) благодаря 9 кадрам, получаемым путём перемещения матрицы со скоростью 1 кадр в секунду и сшитых в один кадр.
- Пыле-брызгозащищенный корпус из магниевого сплава[6].

## Семейство
Olympus OM-D E-M5 Mark II в отличие от младших камер имеет пылевлагозащиту.

### Семейство камер OM-D
| Младшая линейка             | Средняя линейка            | Старшая линейка            |
| --------------------------- | -------------------------- | -------------------------- |
| Olympus OM-D E-M10          | Olympus OM-D E-M5          | Olympus OM-D E-M1          |
| Olympus OM-D E-M10 Mark II  | Olympus OM-D E-M5 Mark II  | Olympus OM-D E-M1 Mark II  |
| Olympus OM-D E-M10 Mark III | Olympus OM-D EM-5 Mark III | Olympus OM-D E-M1 Mark III |
| Olympus OM-D E-M10 Mark IV  | OM Systems OM-5            | OM Systems OM-1            |

## Отличия от Olympus OM-D E-M5 и Olympus OM-D E-M1
| Характеристика                    | Olympus OM-D E-M5 | Olympus OM-D E-M1 | Olympus OM-D E-M5 Mark II |
| --------------------------------- | ----------------- | ----------------- | ------------------------- |
| Дата анонса                       | 2012, февраль     | 2013, сентябрь    | 2015, февраль             |
| Диапазон чувствительности ISO     | 200—25600         | 200—25600         | 100—25600                 |
| Скорость съемки, кадров в секунду | 9                 | 9                 | 11                        |
| Разрешение LCD-дисплея, Мп        | 0,61              | 1,037             | 1,037                     |

## Конкуренты
- Olympus OM-D E-M1
- Canon EOS M3
- Nikon Coolpix A
- Sony A6000
- Panasonic Lumix DMC-GX8

## Аксессуары

### Универсальные
Все фотоаппараты Olympus OM-D совместимы с широким набором аксессуаров, который включает:
- Объективы, телеконвертеры и макрокольца с байонетом Микро 4:3.
- Штативы, крепления для вспышек и другие универсальные устройства с резьбой 1/4".
- Принтеры с поддержкой стандарта Direct Print.

### Совместимые с E-M5 Mark II
Аксессуары, совместимые лишь с некоторыми фотоаппаратами Olympus, включая E-M5 Mark II:
- Аккумуляторная литиевая батарея BLN-1
- Зарядное устройство BCN‑1 для литиевой батареи BLN-1
- Батарейная ручка HLD‑8
- Вспышка FL‑14
- Вспышка FL‑300R
- Вспышка FL‑600R

### Совместимые только с E-M5 Mark II
- Подводный бокс PT‑EP13
- Вспышка Olympus FL-LM3

## Комплект поставки

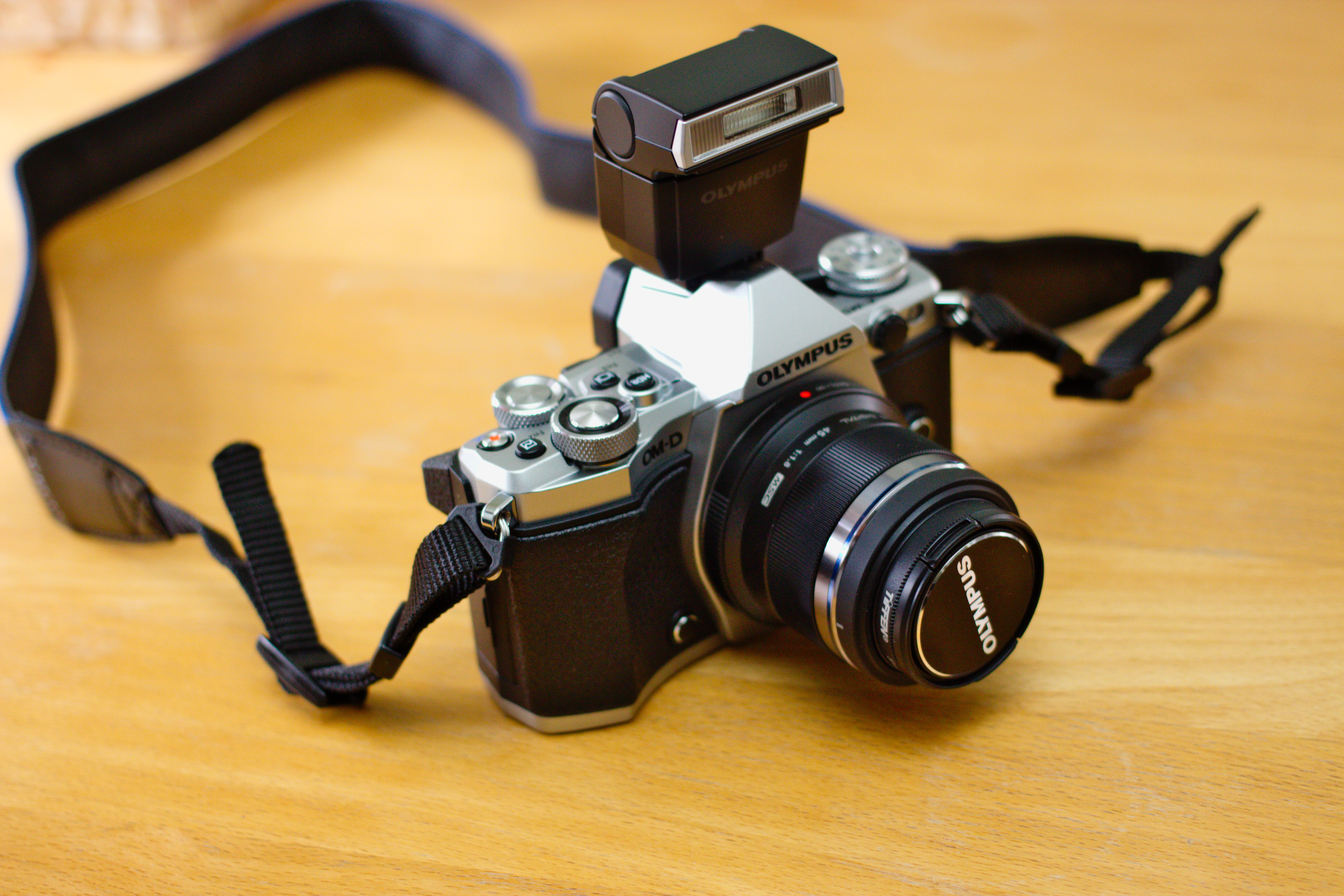
Камера Olympus OM-D E-M5 Mark II с объективом Olympus M.Zuiko Digital 45mm f/1.8 и вспышкой FL‑LM3

Основной цвет корпуса камеры — чёрный. Но существует ограниченная партия с титановым цветом корпуса.
- Вспышка FL‑LM3
- Литий-ионная аккумуляторная батарея BLN-1
- Зарядное устройство BCN-1
- Крышка корпуса Микро 4/3 (ВС-2)
- Плечевой ремень
- USB-кабель CB-USB6
- Программное обеспечение Olympus Viewer
- Руководство по эксплуатации
- Гарантийный талон

Некоторые версии поставки комплектуются также одним из следующих объективов:
- M.ZUIKO DIGITAL ED 12‑50mm 1:3.5‑6.3 EZ
- M.ZUIKO DIGITAL ED 14‑150mm 1:4.0‑5.6 II
- M.ZUIKO DIGITAL ED 12‑40mm 1:2.8 PRO[7]

## Обновления прошивки
Для обновления прошивки необходимо Программное обеспечение «Агент обновления цифровых камер» (Olympus Digital Camera Updater).
Откат к предыдущим версиям прошивки невозможен.
| Дата выхода | Версия | Исправления |
| ----------- | ------ | --- |
| 2016-02-04  | 2.2    | Улучшена работа функции стабилизации изображения |
| 2015-12-03  | 2.1    | При видеосъемке с помощью программы OLYMPUS Capture version 1.1, сенсорная автофокусировка на дисплее не может быть отменена. Когда электронный зум-объектив находится в использовании, зум не настраивается автоматически в широкоугольное положение, даже в режиме автопортрета. |
| 2015-09-15  | 2.0    | Включена возможность Брекетинга фокуса. Добавлена Симуляция оптического видоискателя. Добавлен режим 4K к функции Видео из снимков для Интервальной Съемки. Поддержка синхронизации начала и конца записи звука к видео при использовании линейного PCM диктофона LS-100. Добавлена функция генерации Звукового маркера. Улучшение работы камеры: Добавлен режим Приглушенной картинки для видео. Добавлены функции настройки видео. (Фильтр шума для видео / Режим картинки для видео) Возможность отключения Переключатель Рф (Снапшот-фокус). В Симул-и опт.видоиск. изменен Расш.дин.диапазон LV. К функциям кнопок добавлена Симул.опт.видоиск. К Мульти-функциям добавлена Симул.опт.видоиск. Поддержка Windows 10. Поддерживается версия OI.Share 2.6. Возможность Live composite в реальном времени с использованием OI.Share. Поддержка OLYMPUS Capture версии 1.1. |
| 2015-06-16  | 1.2    | В режим обработки снимков была добавлена функция «Подвод. Съемка». |
| 2015-04-16  | 1.1    | Теперь можно удалять звук из видеофайлов, созданных и обработанных в разделе «Мои видеозаписи». Была улучшена скорость отображения информации на дисплее при включении фотоаппарата. Проблема шума при съемке в режиме High Resolution решена. |